# Signal Hill (Arizona)
Pour les articles homonymes, voir Signal Hill.
Signal Hill est une colline des monts Tucson dans le comté de Pima, en Arizona, aux États-Unis. Protégée au sein de la Saguaro Wilderness, dans le parc national de Saguaro, elle présente à son sommet un site pétroglyphique d'origine amérindienne.